# Nazionale femminile under 20 di calcio dell'Italia
La nazionale Under-20 di calcio femminile dell'Italia è la rappresentativa calcistica femminile internazionale della Italia formata da giocatrici al di sotto dei 20 anni, gestita dalla Federazione Italiana Giuoco Calcio (FIGC).
Come membro della Union of European Football Associations (UEFA) partecipa al campionato mondiale FIFA Under-20; non è previsto un campionato continentale in quanto il torneo è riservato a formazioni Under-19, tuttavia i risultati ottenuti nel campionato europeo di categoria sono utilizzati per accedere al mondiale con una squadra Under-20.
Nella sua storia sportiva l'Italia è riuscita a qualificare una sua formazione ad un campionato mondiale all'edizione di Thailandia 2004, l'unico torneo mondiale del periodo riservato alle formazioni Under-19, e a quella di Giappone 2012, venendo in entrambe le occasioni eliminata alla fase a gironi.

## Storia
Con la riforma dei campionati mondiali giovanili riservati a formazioni femminili avviata dalla Fédération Internationale de Football Association (FIFA) nel 2006, introducendo il campionato mondiale Under-17, l'organo internazionale abolì l'unica manifestazione riservata alle giocatrici con età massima di 19 anni richiedendo alle federazioni continentali di iscrivere dall'edizione di Russia 2006 la formazione vincitrice del torneo di qualificazione.
L'Italia, come le altre federazioni iscritte alla UEFA le cui squadre si erano classificate ai primi cinque posti al Campionato Europeo Under-19 di Finlandia 2004, allestì una squadra affidata all'allora selezionatore Elisabetta Bavagnoli basata largamente sulla formazione che aveva perso la semifinale con la Spagna.
Alla prima esperienza nell'edizione di Thailandia 2004, ancora riservato alle formazioni Under-19, la squadra venne inserita nel gruppo B dove deve affrontare le avversarie di Brasile, Cina e Nigeria. Durante la prima fase del torneo perde i primi due incontri, entrambi per 2-1 con le sudamericane e le asiatiche, riuscendo solo all'ultimo a pareggiare con le campionesse d'Africa per 1-1, risultati che le valgono l'ultimo posto in classifica e l'eliminazione dal torneo. Migliore realizzatrice per l'Italia fu Agnese Ricco con due reti, seguita da Raffaella Manieri con una, mentre Fabiana Costi fu responsabile di un'autorete in favore del Brasile.
Anche l'avventura all'edizione di Giappone 2012, con la squadra affidata al tecnico Corrado Corradini, si interrompe alla fase a gironi. Le azzurrine, inserite nuovamente nel gruppo B ritrovano le avversarie di Brasile e Nigeria, oltre alla Corea del Sud. Anche in questo caso al termine del girone eliminatorio si classifica all'ultimo posto, riuscendo a pareggiare la prima partita, 1-1 con il Brasile, ma perdendo le altre due, 2-0 con le asiatiche e 4-0 con le africane, venendo così eliminate dal torneo. In questa occasione l'unica realizzatrice per l'Italia fu Elena Linari.

## Campionato mondiale Under-20
- 2002: Non qualificata (torneo Under-19)
- 2004: Primo turno (torneo Under-19)
- 2006: Non qualificata
- 2008: Non qualificata
- 2010: Non qualificata
- 2012: Primo turno
- 2014: Non qualificata
- 2016: Non qualificata
- 2018: Non qualificata
- 2022: Non qualificata

## Tutte le rose
Campionato mondiale femminile under 19 FIFA 20041 Marchitelli, 2 Riboldi, 3 Costi, 4 Bellucci, 5 Magrini, 6 Bincoletto, 7 Brutti, 8 Carissimi, 9 Ricco, 10 Coppolino, 11 Casali, 12 Bianchi, 13 Quitadamo, 14 Braiato, 15 Guagni, 16 Sabatino, 17 Marchesi, 18 Miani, 19 Patu, 20 Vicchiarello, 21 Manieri, CT: Bavagnoli
Campionato mondiale femminile under 20 20121 Valzolgher, 2 Salvai, 3 Ledri, 4 Franco, 5 Vitale, 6 Filippozzi, 7 Lecce, 8 Mauri, 9 Alborghetti, 10 Rosucci, 11 Coppola, 12 Giuliani, 13 Pedretti, 14 Linari, 15 Di Criscio, 16 Cannone, 17 Luciani, 18 Re, 19 Pugnali, 20 Ferrati, 21 Casaroli, CT: Corradini